# Visa Waiver Program
Het Visa Waiver Program (VWP) is een regeling van de Amerikaanse overheid om burgers van specifieke landen onder bepaalde voorwaarden naar de Verenigde Staten te laten reizen zonder daarvoor een visum aan te hoeven vragen. Deze regeling is van toepassing op alle vijftig staten plus alle overzeese gebieden.

## Regeling
Het Visa Waiver Program houdt voor reizigers uit bepaalde landen in dat ze doorgaans geen visum nodig hebben om de VS binnen te komen. Echter, indien ze direct vanuit Nederland of België naar de VS vliegen, dienen ze zich wel uiterlijk 72 uur voor vertrek op de ESTA-website van het Department of Homeland Security aan te melden.
Indien men over land uit Canada de Verenigde Staten binnenkomt, zullen de ambtenaren van het Department of Homeland Security het paspoort door een scanner halen en de reiziger een "visum waiver entry form" laten invullen. Een gedeelte van dit formulier wordt bij de stempel in het paspoort gevoegd, het andere deel houden de grensbeambten. Vervolgens wordt er een gescande vingerafdruk van de linker en rechter wijsvinger genomen en een digitale foto. Bij het verlaten van de Verenigde Staten, moet het deel in het paspoort ingeleverd worden: per vliegtuig bij het inchecken; via land of zee naar Canada of Mexico bij de grens aan de autoriteiten. 
In januari 2016 is er een extra restrictie opgelegd. Burgers die vanaf 2011 in Irak, Iran, Jemen, Libië, Soedan, Somalië of Syrië zijn geweest of vanaf 2021 in Cuba, moeten voor een reis naar de Verenigde Staten te allen tijde een volledig visum aanvragen, zelfs als het alleen een overstap betreft. Deze bepaling geldt ook voor degenen die een dubbele nationaliteit hebben m.b.t. deze landen.

## Deelnemende landen

Verenigde Staten
Landen die geen visum nodig hebben voor de Verenigde Staten
Landen die onder het Visa Waiver Program vallen

| - Andorra - Australië - België - Brunei - Chili - Denemarken - Duitsland - Estland - Finland - Frankrijk - Griekenland - Hongarije - Ierland - IJsland | - Italië - Japan - Kroatië - Letland - Liechtenstein - Litouwen - Luxemburg - Malta - Monaco - Nederland - Nieuw-Zeeland - Noorwegen - Oostenrijk - Polen | - Portugal - Roemenië - San Marino - Singapore - Slovenië - Slowakije - Spanje - Taiwan - Tsjechië - Verenigd Koninkrijk - Zuid-Korea - Zweden - Zwitserland |

## link
- (nl)  Officiële website voor aanvraag ESTA